# Font de la plaça dels Carros
La font de la plaça dels Carros és un monument del municipi de Vilanova i la Geltrú (Garraf) protegit com a bé cultural d'interès local.

## Descripció
Font de pedra de base circular amb dos graons, pedestal triangular amb tres piques i tres brocs, un pilar de secció triangular i un coronament escultòric.
Les piques estan situades damunt uns elements de suport d'inspiració clàssica. Simulen columnes amb base, fust i capitell decorat. El pilar presenta diverses inscripcions i al coronament hi ha un casc de guerrer, els escuts de Catalunya i el de Vilanova, i fulles d'acant.

## Història
Inaugurada el 17 de gener de 1893. S'erigí en record de Joaquim Soler i Gustems, que a la seva mort (1891) havia deixat el llegat de 7.500 pessetes per a la construcció d'una font-monument a la seva persona. L'ajuntament va escollir l'emplaçament a la plaça dels Carros i encarregà el projecte a l'arquitecte Josep Font i Gumà. El 5 de juny de 1902, per acord municipal, la plaça adoptà el nom de Soler i Gustems.